# Jean-Francis Samba
Jean-Francis Samba (Brazzaville, 5 de julio de 1963 - Saint-Pierre, 31 de agosto de 2014) fue un futbolista francés que jugaba en la posición de delantero.

## Biografía
Debutó como futbolista en 1984 con el AS Cannes a manos del entrenador Jean-Marc Guillou. En la temporada 1986/87 quedaron en tercera posición en la Ligue 2, ganando posteriormente los play-off, y ascendiendo así a la máxima categoría del fútbol francés, donde sólo jugó durante dos años, ya que en 1989 fue traspasado al Stade de Reims. Finalmente, se retiró como futbolista del JS Saint-Pierroise en 1991, donde fue el segundo entrenador hasta la fecha de su muerte.
Falleció el 31 de agosto de 2014 en Saint-Pierre a los 51 años de edad tras sufrir un cáncer.

## Clubes
| Club               | País    | Año         | Partidos | Goles |
| ------------------ | ------- | ----------- | -------- | ----- |
| AS Cannes          | Francia | 1984 - 1989 | 107      | 31    |
| Stade de Reims     | Francia | 1989 - 1990 | 13       | 2     |
| JS Saint-Pierroise | Reunión | 1990 - 1991 | ¿?       | ¿?    |